# The Karate Kid (franquicia)
The Karate Kid es una franquicia dramática de artes marciales estadounidense creada por Robert Mark Kamen. La serie sigue el viaje de varios adolescentes en la mayoría de edad a quienes un mentor experimentado les enseña las artes marciales para defenderse después de haber sido intimidados o afirmar su dominio sobre los demás.
La serie de películas original comenzó como una tetralogía, comenzando con el estreno de The Karate Kid (1984), tras cuyo éxito se produjeron tres secuelas: The Karate Kid Part II (1986), The Karate Kid Part III (1989) y The Next Karate Kid (1994). En 2010, se lanzó una nueva versión con una historia similar pero con un conjunto diferente de personajes. A pesar de mantener el título original, la adaptación se centró en el kung fu, ya que la película esta ambientada en China. Está previsto que a finales de 2024 se estrene una sexta película, aún sin título, con Jackie Chan y Ralph Macchio retomando sus respectivos papeles.
Cobra Kai (2018-2025) ofrece una continuación del universo que crearon las películas originales de los años 80 y 90, tres décadas después. Aunque se basa directamente en los personajes de Kamen, Josh Heald, Jon Hurwitz y Hayden Schlossberg crearon esta serie.
Junto con las películas, también se han lanzado una serie animada, así como videojuegos relacionados, entre otros productos.

## Películas
| Película                | Fecha de estreno     | Director           | Guionista           | Historia          | Productor                                                                     |
| ----------------------- | -------------------- | ------------------ | ------------------- | ----------------- | ----------------------------------------------------------------------------- |
| The Karate Kid          | 22 de junio de 1984  | John G. Avildsen   | Robert Mark Kamen   | Robert Mark Kamen | Jerry Weintraub                                                               |
| The Karate Kid Part II  | 20 de junio de 1986  | John G. Avildsen   | Robert Mark Kamen   | Robert Mark Kamen | Jerry Weintraub                                                               |
| The Karate Kid Part III | 30 de junio de 1989  | John G. Avildsen   | Robert Mark Kamen   | Robert Mark Kamen | Jerry Weintraub                                                               |
| The Next Karate Kid     | 12 de agosto de 1994 | Christopher Cain   | Mark Lee            | Mark Lee          | Jerry Weintraub                                                               |
| The Karate Kid          | 11 de junio de 2010  | Harald Zwart       | Christopher Murphey | Robert Mark Kamen | Will Smith, Ken Stovitz, James Lassiter, Jerry Weintraub y Jada Pinkett Smith |
| Karate Kid: Legends     | 30 de mayo del 2025  | Jonathan Entwistle | Rob Lieber          | Rob Lieber        | Karen Rosenfelt                                                               |

### The Karate Kid
Daniel LaRusso y su madre acaban de mudarse a Reseda, Los Ángeles desde Newark, Nueva Jersey, al comienzo del año escolar. Al hacerse amigo de su compañera de clase Ali Mills, entra en conflicto con el exnovio de Ali y alumno estrella del Dōjō "Cobra Kai", Johnny Lawrence y su pandilla. Después de ser golpeado por la pandilla Cobra Kai en una pelea después de la escuela, Daniel encuentra un amigo improbable y sensei de karate en el personal de mantenimiento de su complejo de apartamentos, el Sr. Miyagi, un competente maestro de karate. Al hacer un trato con el despiadado sensei de Johnny, John Kreese, para poner fin a la pelea, Miyagi entrena a Daniel para competir en el Torneo de Karate All-Valley.

### The Karate Kid Part II
Inmediatamente después del Torneo de Karate All-Valley, Johnny es atacado por su furioso sensei, John Kreese, en el estacionamiento. El Sr. Miyagi interviene, rescatando a Johnny y humillando pasivamente a Kreese en el proceso. Seis meses después, Miyagi recibe una carta sobre su padre enfermo y planea regresar a su pueblo natal en la isla de Okinawa. Con Daniel a cuestas, el pasado de Miyagi lo alcanza cuando se reaviva una vieja rivalidad con un antiguo amigo.

### The Karate Kid Part III
Seis meses después del Torneo de Karate All-Valley de 1984, un decadente John Kreese visita a su camarada de la guerra de Vietnam , el rico empresario Terry Silver. Silver envía a Kreese de vacaciones a Tahití, prometiendo restablecer el Dōjō Cobra Kai y vengarse de Daniel y el Sr. Miyagi. Mientras tanto, Daniel y Miyagi regresaron a casa desde Okinawa y encontraron que el edificio de apartamentos de Daniel estaba siendo demolido y su madre en Nueva Jersey cuidando a un pariente enfermo; Miyagi invita a Daniel a quedarse con él. Cuando Miyagi se niega a entrenar a Daniel para defender su título en el torneo, Daniel se encuentra con Silver, quien se ofrece a entrenarlo al estilo Cobra Kai.

### The Next Karate Kid
El Sr. Miyagi (el único personaje de las películas anteriores que regresa) viaja a Boston, Massachusetts , para asistir a un servicio conmemorativo de los soldados japoneses-estadounidenses que lucharon en el 442.º Regimiento de Infantería en la Segunda Guerra Mundial. Mientras está allí, se reencuentra con Louisa Pierce, la viuda de su oficial al mando. Louisa le presenta a su rebelde nieta adolescente Julie, cuyos problemas de ira, como resultado de la muerte de sus padres, le hacen la vida difícil a Louisa. Miyagi se ofrece a ayudar y envía a Louisa a su casa en Los Ángeles para que tenga un respiro mientras él trabaja como mentor de Julie. Julie inicialmente rechaza la ayuda de Miyagi, pero se encariña con él después de entrar en conflicto con el líder de la turbia fraternidad de seguridad de su escuela, Ned.

### The Karate Kid (2010)
En esta reinvención de la película de 1984, Dre Parker y su madre se mudan de Detroit a Beijing después de que ella transfiera trabajos de una fábrica de automóviles en la ciudad. Se hace amigo de Meiying, una joven músico que va a su escuela, pero llama la atención no deseada de Cheng, un prodigio del kung fu cuya familia es cercana a la de Meiying. Cheng y sus amigos intimidan implacablemente a Dre en la escuela para mantenerlo alejado de Meiying, lo que resulta en una pelea en una excursión escolar donde Dre es golpeado antes de ser salvado por el encargado de mantenimiento de su edificio de apartamentos, el Sr. Han. Después de no poder poner fin al acoso al hablar con el despiadado maestro de kung fu de Cheng, el Sr. Han acepta entrenar a Dre para competir en un próximo torneo de kung fu.

### Karate Kid: Legends
En septiembre de 2022, se anunció el desarrollo de una nueva película que se describió como "el regreso de la franquicia original de Karate Kid".  El cocreador de Cobra Kai, Jon Hurwitz, declaró más tarde que no estaba involucrado en el proyecto y que no estaba directamente relacionado con la serie de televisión. 
En agosto de 2023, se informó que Jackie Chan retomaría su papel de la película de 2010.  En noviembre del mismo año, Chan se unió oficialmente al elenco junto a Ralph Macchio en sus respectivos papeles como el Sr. Han y Daniel LaRusso. El estudio anunció una convocatoria de casting abierta a nivel mundial para que un actor protagonice la versión del personaje principal de la película. Jonathan Entwistle fungirá como director a partir de un guion escrito por Rob Lieber, donde la trama involucrará a un adolescente de China que se muda a la costa este y comienza a estudiar artes marciales. Karen Rosenfelt producirá la película, y la fotografía principal está programada para comenzar en la primavera de 2024.  El 18 de octubre de 2024 se anunció el título oficial de la película (Karate Kid: Legends), junto al primer póster promocional que anunciaba también el estreno de la película para el 30 de mayo de 2025 en Estados Unidos, para que no entrara en conflicto con la última temporada de Cobra Kai.  La película estaba originalmente programada para estrenarse el 7 de junio de 2024, pero se retrasó hasta el 13 de diciembre de 2024 por la huelga SAG-AFTRA de 2023.
La fotografía principal comenzó en Montreal el 1 de abril de 2024 y se espera que dure hasta el 3 de junio, bajo el título provisional Victory Boulevard.

## Series de televisión

### The Karate Kid (1989)
En esta serie de televisión infantil animada, un santuario en miniatura con propiedades místicas ha sido robado de su lugar de descanso en Okinawa. Junto con Taki Tamurai, Daniel y el Sr. Miyagi tienen la tarea de localizarlo y devolverlo a casa, viajando por el mundo en una serie de aventuras. Los actores de la película original no dieron voz a los personajes, aunque Pat Morita expresó la narración inicial.
Con respecto a Cobra Kai , el productor ejecutivo y cocreador Jon Hurwitz reveló que la serie The Karate Kid no es canon, pero un huevo de Pascua aparece en la temporada 3 en respuesta a la pregunta sobre el estatus oficial de la serie animada dentro del universo de la franquicia. El huevo de Pascua era el santuario Miyagi-Do, visto brevemente en el Dōjō de Chozen Toguchi en Okinawa a mitad de temporada. Los artefactos fueron recuperados por Daniel LaRusso y el Sr. Miyagi en la breve serie animada. 

### Cobra Kai(2018-2025)
34 años después del Torneo de Karate All-Valley de 1984, un decadente Johnny Lawrence, ahora de unos 50 años, acaba de perder su trabajo. Después de ser arrestado por rescatar a su vecino adolescente Miguel Díaz de un grupo de matones, y luego ser liberado y repudiado por su padrastro, Johnny acepta enseñar karate a Miguel y reabre el Dōjō Cobra Kai, atrayendo a marginados sociales que construyen su confianza en sí mismos bajo su tutela poco ortodoxa. Mientras tanto, Daniel LaRusso es dueño de una exitosa cadena de concesionarios de automóviles y está felizmente casado con su esposa Amanda, pero lucha por mantener una vida equilibrada sin la guía de su mentor ahora fallecido, el Sr. Miyagi. El hijo alejado y problemático de Johnny, Robby Keene, con la esperanza de vengarse de su padre, queda bajo el ala de Daniel (inicialmente sin conocer la ascendencia de Robby), dándole a Robby un trabajo en su concesionario de automóviles y enseñándole karate en el reabierto Dōjō Miyagi-Do. Daniel y Johnny entran en conflicto después de que se hace público el regreso de Cobra Kai, mientras que Samantha, la hija de Daniel, queda atrapada en el medio.
Según los creadores de la serie Josh Heald, Jon Hurwitz y Hayden Schlossberg, los personajes que aparecieron en las cuatro películas originales: The Karate Kid (1984), The Karate Kid Part II (1986), The Karate Kid Part III (1989), y The Next Karate Kid (1994), se incluyeron cuando desarrollaron la trama de la serie. Colectivamente llamaron a esas películas parte del nombre extraoficial "Miyagi-verse" que incluye Cobra Kai .

## Producción

### Desarrollo
The Karate Kid es una historia semiautobiográfica basada en la vida de su guionista, Robert Mark Kamen. A los 17 años, después de la Feria Mundial de Nueva York de 1964 , Kamen fue golpeado por una banda de matones. Así empezó a estudiar artes marciales para poder defenderse.  Kamen no estaba contento con su primer maestro que enseñaba artes marciales como una herramienta de violencia y venganza. Continuó estudiando karate Gōjū-ryū de Okinawa con un profesor japonés que no hablaba inglés, pero que era alumno de Chōjun Miyagi. 
Como guionista de Hollywood, Kamen fue asesorado por Frank Price, quien le dijo que el productor Jerry Weintraub había elegido un artículo de noticias sobre el hijo pequeño de una madre soltera que había obtenido un cinturón negro para defenderse de los matones del vecindario. Luego, Kamen combinó la historia de su propia vida con el artículo de noticias y usó ambos para crear el guion de The Karate Kid.  Además, dada la participación de John G. Avildsen en ambas películas, Sylvester Stallone a menudo bromeaba con Kamen diciendo que el escritor había "estafado" las películas de Rocky con The Karate Kid. 
DC Comics tenía un personaje llamado Karate Kid. Los realizadores recibieron un permiso especial de DC Comics en 1984 para utilizar el título en la primera película (y en las secuelas posteriores). 
Se consideraron varios actores para el papel de Daniel LaRusso (originalmente Daniel Weber), incluidos Sean Penn,  Robert Downey Jr., Charlie Sheen, Jon Cryer,  Emilio Estevez, Nicolas Cage, Anthony Edwards, C. Thomas Howell, Tom Cruise, Eric Stoltz y DB Sweeney.  Ralph Macchio finalmente fue elegido por la fuerza de su interpretación de Johnny Cade en The Outsiders (1983).  Macchio ha declarado que su actuación como Johnny influyó en el desarrollo de Daniel LaRusso en The Karate Kid. 
Macchio comentó más tarde que el personaje originalmente se llamaba Danny Weber, pero luego fue cambiado a LaRusso.
El estudio originalmente quería que el papel del Sr. Miyagi fuera interpretado por Toshiro Mifune, quien había aparecido en las películas de Akira Kurosawa Rashomon (1950), Seven Samurai (1954) y The Hidden Fortress (1958), pero el actor no hablaba inglés.  Pat Morita más tarde audicionó para el papel, pero fue rechazado debido a su estrecha asociación con la comedia stand-up y con su personaje Arnold en la comedia Happy Days.  Después de algunos intentos fallidos, Morita se dejó crecer la barba y adoptó el acento de su tío, lo que lo llevó a ser elegido para el papel. 

### Proyectos abandonados
En una entrevista de 2020 con Collider, William Zabka reveló que Pat Morita le propuso una idea en 2005 para una quinta película. La trama habría girado en torno a Johnny Lawrence, quien ahora es médico y tiene la tarea de cuidar al Sr. Miyagi; que se encuentra en las etapas finales de su vida y cuya salud le falla. Durante los primeros días de desarrollo, Morita falleció y el proyecto fue abandonado. 
En enero de 2022, Ralph Macchio reveló que anteriormente se le había acercado en 2012 sobre la posibilidad de una película cruzada de The Karate Kid y Rocky. Pensada para ser dirigida por John G. Avildsen, la trama habría involucrado a la hija de Daniel LaRusso y Rocky Balboa, Jr. abriendo un Dōjō juntos. Macchio declaró que a él y Milo Ventimiglia se les propuso la idea, pero describió el concepto como "horrible". Después de que Macchio expresara su desinterés en la historia, el proyecto cayó en un infierno de desarrollo, antes de ser abandonado en favor de Creed y Cobra Kai. 

## Recepción

### Rendimiento en taquilla
| Película                | Fecha de estreno     | Ingresos taquilleros | Ingresos taquilleros | Ingresos taquilleros | Presupuesto               |
| Película                | Fecha de estreno     | Norteamérica         | Otros territorios    | Mundial              | Presupuesto               |
| ----------------------- | -------------------- | -------------------- | -------------------- | -------------------- | ------------------------- |
| The Karate Kid          | 22 de junio de 1984  | $100,400,529         |                      | $300,442,786         | $8 millones de dólares    |
| The Karate Kid Part II  | 20 de junio de 1986  | $115,103,979         |                      | $300,442,786         | $13 millones de dólares   |
| The Karate Kid Part III | 30 de junio de 1989  | $38,956,288          |                      | $300,442,786         | $12,5 millones de dólares |
| The Next Karate Kid     | 12 de agosto de 1994 | $8,914,777           | $7,100,000           | $16,014,777          | $12 millones de dólares   |
| The Karate Kid          | 11 de junio de 2010  | $176,591,618         | $182,534,404         | $359,126,022         | $40 millones de dólares   |
| Total                   | Total                | $439,967,191         | $189,634,404+        | $675,583,585         | $85,5 millones de dólares |

### Recepción de crítica y público
| Película/televisión     | Rotten Tomatoes   | Metacritic |
| ----------------------- | ----------------- | ---------- |
| The Karate Kid          | 89% (44 reviews)  | 60         |
| The Karate Kid Part II  | 44% (32 reviews)  | 55         |
| The Karate Kid Part III | 13% (32 reviews)  | 36         |
| The Next Karate Kid     | 7% (27 reviews)   | 36         |
| The Karate Kid (2010)   | 66% (211 reviews) | 61         |
| Cobra Kai (Temporada 1) | 100% (49 reviews) | 72         |
| Cobra Kai (Temporada 2) | 91% (31 reviews)  | 66         |
| Cobra Kai (Temporada 3) | 90% (51 reviews)  | 72         |
| Cobra Kai (Temporada 4) | 95% (37 reviews)  | 70         |
| Cobra Kai (Temporada 5) | 98% (44 reviews)  | 80         |

## Otros medios

### Broadway
En enero de 2020, se reveló que se estaba desarrollando una adaptación musical de Broadway de The Karate Kid. Amon Miyamoto será el director, acompañado de una novela escrita por el guionista de la película original, Robert Mark Kamen. Drew Gasparini actuará como letrista y compositor de la partitura, mientras que Keone & Mari Madrid coreografiarán la obra. Kumiko Yoshii y Michael Wolk serán los productores, con The Kinoshita Group. El elenco incluirá a Jovanni Sy como Mr. Miyagi, John Cardoza como Daniel LaRusso, Kate Baldwin como Lucille LaRusso, Alan H. Green como John Kreese, Jake Bentley Young como Johnny Lawrence, Jetta Juriansz como Ali Mills y Luis-Pablo García como Freddie Fernández.  La fecha de apertura aún no se ha anunciado. 

### Mercancía
La película generó una franquicia de artículos y recuerdos relacionados, como figuras de acción, diademas, carteles y camisetas. BB Hiller hizo una novelización y la publicó en 1984. La novela tenía una escena que estaba en el ensayo cuando Daniel se encuentra con Johnny durante el almuerzo en la escuela. También al final, hubo una batalla entre Miyagi y Kreese en el estacionamiento después del torneo, que fue el final original de la película y se usó como comienzo de The Karate Kid Part II.
En 2015, la empresa de juguetes Funko revivió las figuras de acción de The Karate Kid. Dos versiones del personaje Daniel Larusso, una versión del personaje Johnny Lawrence y una versión del Sr. Miyagi eran parte de la línea. Los juguetes fueron vistos en los minoristas Target y Amazon.com. 

### Videojuegos
Atlus desarrolló un videojuego basado en la primera película y lo publicó LJN para Nintendo Entertainment System en 1987. En 1986 se lanzó un videojuego basado en la segunda película, titulado The Karate Kid Part II: The Computer Game.
Cobra Kai: The Karate Kid SagaContins, un videojuego basado en la serie de televisión Cobra Kai, se lanzó para PlayStation 4, Xbox One y Nintendo Switch en octubre de 2020, mientras que la versión para Microsoft Windows se lanzó en enero de 2021.
En marzo de 2021 se lanzó un juego móvil titulado Cobra Kai: Card Fighter para dispositivos iOS y Android.
Una secuela de Cobra Kai: The Karate Kid SagaContins desarrollada por Flux Games y publicada por GameMill Entertainment titulada Cobra Kai 2: Dōjōs Rising se lanzó el 8 de noviembre de 2022 para Nintendo Switch, PlayStation 4, PlayStation 5, Windows a través de Steam, Xbox One y Xbox Serie X/S. 

### Libro
En 2022, Ralph Macchio publicó las memorias Waxing On: The Karate Kid and Me (Dutton), en las que reflexiona sobre la realización y el legado de las películas de Karate Kid y Cobra Kai. 